# Puente Internacional Horacio Guzmán
Die Puente Internacional Horacio Guzmán ist eine Brücke über den Río La Quiaca zwischen der argentinischen Stadt La Quiaca und Villazón in Bolivien.

## Verkehrsanbindung
Auf der bolivianischen Seite ist die Brücke der Endpunkt der Ruta 14, die nach Cuchu Ingenio, einige Kilometer vor Potosí, führt. Auf der argentinischen Seite ist die Brücke der Endpunkt der 1830 Kilometer langen Ruta Nacional 9, die in Buenos Aires ihren Anfang hat. Der Grenzübergang Villazón/La Quiaca ist einer der großen Grenzübergänge zwischen Argentinien und Bolivien und jeweils der einzige der Provinz Jujuy und des Departamento Potosí.

## Grenzabfertigung und -befestigung
Bis Ende 2015 waren die Kontrollen der Grenzposten auf beiden Seiten sehr leicht zu umgehen. Zum ersten waren sie nicht rund um die Uhr besetzt, zum zweiten konnten sie jederzeit leicht umgangen werden, indem man entweder an den Grenzkontrollen vorbeiging oder aber gleich durch das Bett des fast ausgetrockneten Rio La Quiaca ging. Dies wurde vor allem von der lokalen Bevölkerung genutzt, deren Leben auf den beiden Seiten recht stark vernetzt ist, aber auch ein ständiger offensichtlicher Schmuggel von Waren über die Grenze fand in beide Richtungen statt. Seit November 2015 wurde schließlich von den argentinischen Behörden begonnen, die Grenze zu befestigen, es wurde jeweils ein etwa 1 km langer Zaun in beiden Richtungen errichtet und die Kontrollen auf der Brücke verschärft, um den Drogenschmuggel zu bekämpfen. Auf der bolivianischen Seite gab es jedoch Proteste gegen die Maßnahmen, die ihrer Meinung nach den Schmuggel nicht wirksam bekämpfen würden. Eine Lösung des Problems ist noch nicht gefunden (Stand März 2016).

## Bau
Die Brücke aus Beton ist 31 m lang und 7,80 m breit und wurde am 9. Juli 1960 eröffnet. Durch den in den letzten Jahrzehnten stark gestiegenen Grenzverkehr wird über den Bau einer weiteren, größeren Brücke einige Kilometer westlich verhandelt.

## Galerie

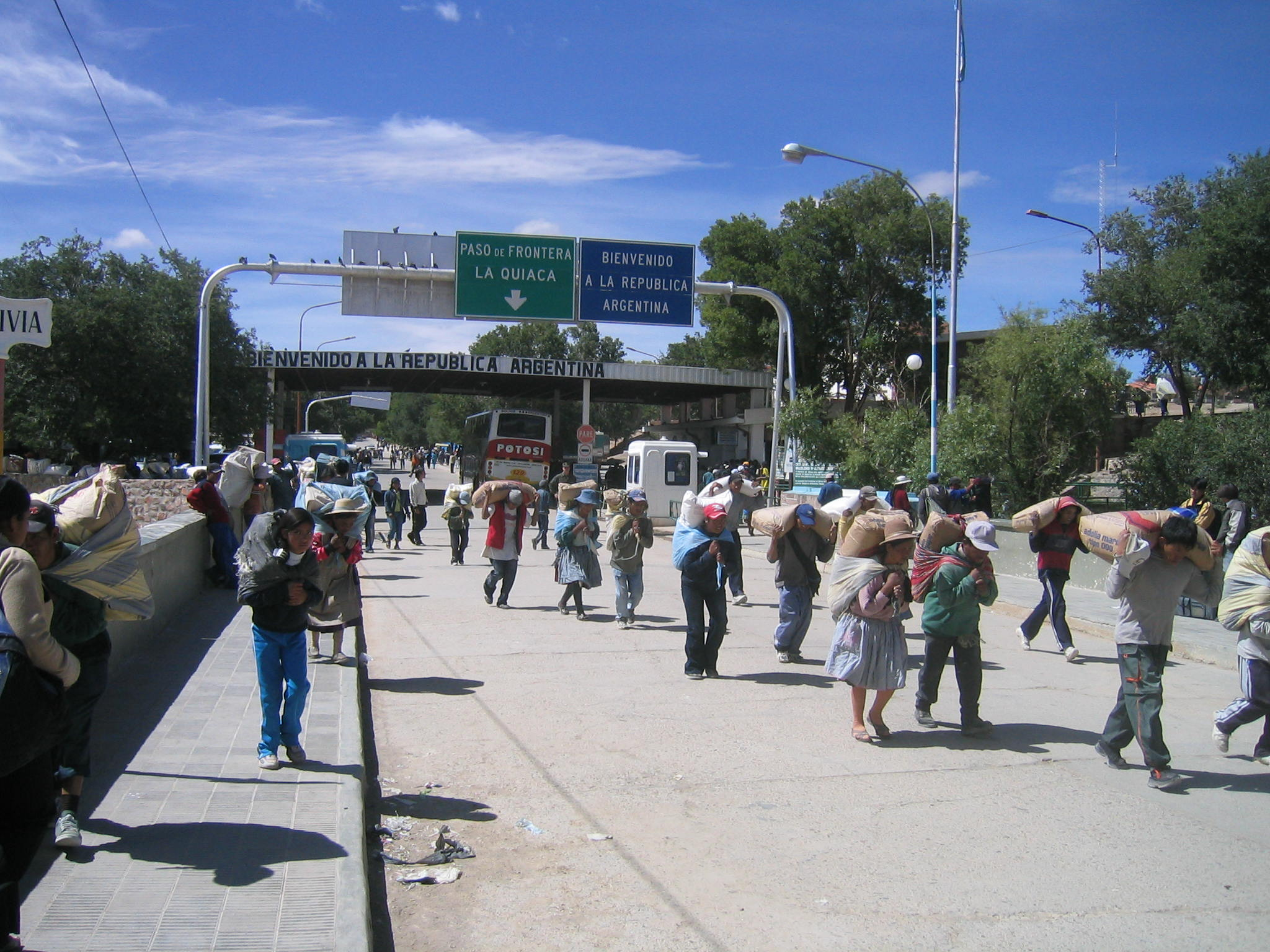
Menschen transportieren Waren von Argentinien nach Bolivien.